# Karl Müller (Bankier)

Karl Müller

Johann Karl Müller (* 2. Januar 1879 in Thansüß; † 21. November 1944) war ein deutscher Politiker (NSDAP) und Bankier.

## Leben und Wirken
Müller besuchte die Volksschule in Thansüß und die Handelsschule mit kaufmännischer Ausbildung in Mannheim. Nach seinem Wehrdienst trat er 1900 in die Münchener Industrie-Bank eGmbH in München ein, wo er 1906 zum Bevollmächtigten ernannt wurde. Wegen einer Krankheit war er 1907 kriegsdienstuntauglich.
1911 wechselte er als Prokurist zur Bayerischen Handelsbank in München, als deren Filialleiter er von 1912 bis 1918 tätig war. 1918 wurde er zum Direktor der Pfälzischen Bank in Frankfurt am Main berufen. Nachdem diese Bank 1922 von der Deutschen Bank übernommen worden war, erhielt er die Berufung in die Direktion der neugegründeten, „rein arischen“ Deutschen Hansabank in München. Bekanntschaft mit Adolf Hitler macht er bereits 1922.
1933 wurde Müller Leiter der Bank der Arbeiter, Angestellten und Beamten AG in Berlin, die später in Bank der Arbeit AG umbenannt wurde, und Beauftragter der deutschen Verbrauchergenossenschaften (GEG) mbH in Hamburg. Im Mai 1933 ernannte Robert Ley Karl Müller zum "Unterpfleger" des enteigneten sozialdemokratischen und freigewerkschaftlichen Vermögens und damit faktisch zum Verwalter der Vermögen, Immobilien und Unternehmen der übrigen Arbeitnehmerverbände. Ferner war Müller Vorsitzender der Präsidiums der Ferienheime für Handel und Industrie, Deutsche Gesellschaft für Kaufmann-Erholungsheime e. V. Wiesbaden, Mitglied des Großen und Kleinen Arbeitskonvents.
Zum 1. Mai 1933 trat Karl Müller in die NSDAP ein. Er bat um eine niedrigere Mitgliedsnummer als die ihm zugeteilte (3.206.900) und erhielt durch eine persönliche Intervention Adolf Hitlers die niedrigere Mitgliedsnummer 1.576.709. Am 12. November 1933 zog Karl Müller für die NSDAP in den Reichstag in Berlin ein, dem er bis 1938 angehörte. Er gehörte zu den Gründungsmitgliedern der nationalsozialistischen Akademie für Deutsches Recht Hans Franks. 1934 wurde er Geschäftsführer der DAF.